# Station Montdidier
Station Montdidier is een spoorwegstation in de Franse gemeente Montdidier.
Het station ligt aan de spoorlijn Ormoy-Villers - Boves, alsook aan de gesloten Saint-Just-en-Chaussée - Douai. Voorheen was er ook aansluiting op de meterspoorverbindingen Noyon - Lassigny - Rollot - Montdidier en Albert - Montdidier.
Het stationsgebouw ligt, vrij ongebruikelijk, haaks op de spoorlijn. Her is een van de weinige plekken op het traject tussen Ormoy-Villes en Boves waar de treinen in de verschillende richtingen elkaar kunnen passeren sedert het traject in de jaren 1980 van dubbel- naar enkelspoor teruggebracht is.